# Hospital General Dr. José Gregorio Hernández

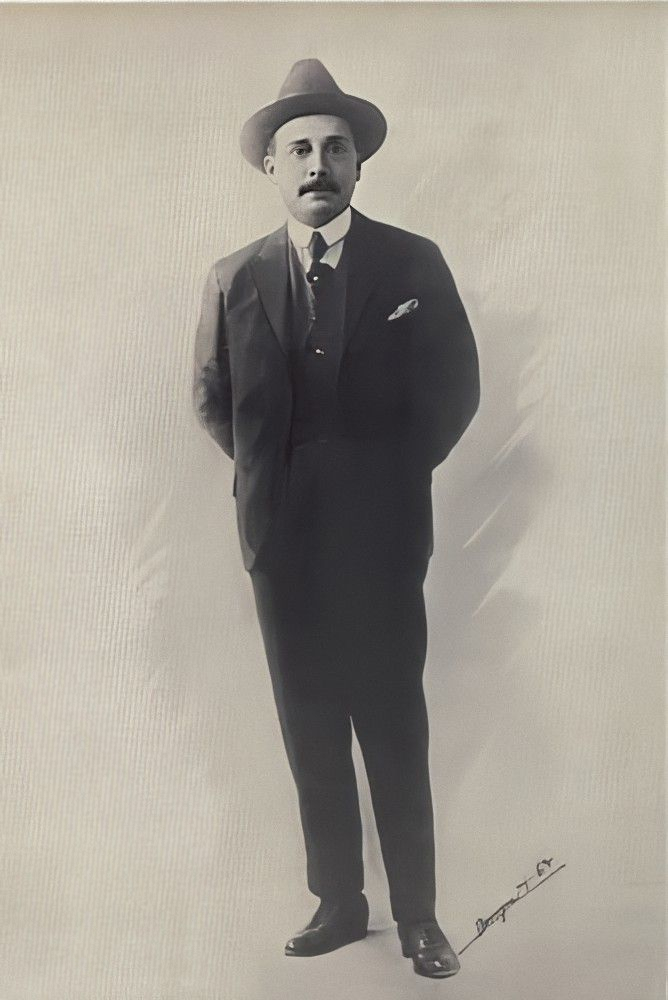
El Doctor José Gregorio Hernández

El Hospital José Gregorio Hernández —conocido también como Hospital de los Magallanes de Catia y más formalmente Hospital General del Oeste Doctor José Gregorio Hernández— es un centro de salud de carácter público localizado en la avenida principal La Laguna de Catia, en el sector Los Magallanes, Parroquia Sucre del Municipio Libertador del Distrito Capital al oeste de la ciudad de Caracas y al centro norte de Venezuela.
Su primera piedra fue colocada en 1968 por el entonces presidente Raúl Leoni. Los trabajos se extendieron hasta noviembre de 1973 cuando fue inaugurado por el presidente Rafael Caldera. Fue llamado así en honor a un médico venezolano el Doctor José Gregorio Hernández, quien falleció en Caracas en 1919. Dentro de las instalaciones del hospital hay una plaza con un monumento dedicado al doctor Hernández esculpido por Marisol Escobar. No debe confundirse con otro Hospital de Caracas con el mismo nombre, pero tipo cardiólogico, y con otros más localizados en el interior de Venezuela.